# Rhipiliaceae
Rhipiliaceae, nekadašnja biljna porodica iz reda Bryopsidales. Pripadala su joj dva roda zelenih alga s ukupno 31 vrstom. Ime porodice dolazilo je po rodu Rhipilia s tada 12 vrsta, koja je danas uključena u tribus Rhipileae

## Rodovi
1. Rhipilia Kützing
2. Rhipiliopsis A.Gepp & E.S.Gepp